# Lijst van de leden van de Hoge Raad voor de Justitie (2012-2016)
Dit artikel geeft een lijst van de leden van de Hoge Raad voor de Justitie voor de periode 2012 – 2016.

## Nederlandstalig college

### Nederlandstalig benoemings- en aanwijzingscommissie
Werden verkozen als lid:
1. Ria Mortier
2. Liliana Briers
3. Franky De Keyzer
4. Christian Denoyelle
5. Hilde Derde
6. Frank Fleerackers
7. Joris Lagrou
8. Nicolas Snelders
9. Inge T'Hooft
10. Philip Traest
11. Karen Van Den Driessche
12. Erik Van Den Eeden
13. Geert Van Haegenborgh
14. Joëlle Vandenbulck

### Nederlandse advies- en onderzoekscommissie
Werden verkozen als lid:
1. Tony Van Parys
2. Paul Ceuninck
3. Jorn Dangreau
4. Katrien Geukens
5. Kristine Hänsch
6. Jan Van den Berghe
7. Paul Van Orshoven
8. Aube Wirtgen

## Franstalig college

### Franstalig benoemings- en aanwijzingscommissie
Werden verkozen als lid:
1. Michèle Loquifer
2. Philippe Arnould
3. France Blanmailland
4. Magali Clavie
5. Bernard Dauchot
6. Stéphane Davreux
7. Catherine Delforge
8. Olivier Delmarche
9. Sandrine Hublau
10. Axel Kittel
11. Fabienne Laduron
12. Philippe Meire
13. Didier Pire
14. Evelyne Rixhon

### Franstalig advies- en onderzoekscommissie
Werden verkozen als lid:
1. Eric Staudt
2. Annick Baudri
3. Vincent Bertouille
4. Geoffroy de Foestraets
5. Francois Foret
6. Alain Simon
7. Marc Van Overstraeten
8. Pascale Vielle